# アラカン軍 (カレン州)
アラカン軍 (カレン州) (アラカンぐん (カレンしゅう)、英語: Arakan Army (Karen State)、ビルマ語: ရခိုင်ပြည်တပ်မတော်)はミャンマー、カレン州に拠点を置く小規模なラカイン族の反政府武装勢力である。カチン州に本部を置き、ラカイン州を中心に同じカレン州などでも活動するアラカン軍とは別団体である。

## 歴史
同団体は2004年もしくは2010年に、全アラカン学生青年会議（All Arakan Students and Youth Congress ：AASYC）を母体として結成された。結成の目的はラカイン族の保護、平和、正義、自由の確立、開発の促進だった。
全国停戦協定の署名こそ許されなかったが、ビルマ統一民族連邦評議会の一員として政府と交渉を行っていた。政府とのラカイン州北部でのアラカン軍(先述した別団体)とミャンマー軍の戦闘の際には、政府による同地のインターネットの遮断を非難した。
2021年ミャンマークーデター後はカレン民族解放軍の第五旅団と同盟し、軍と戦闘を行っている他、国民統一政府 (ミャンマー)など反軍勢力との協調姿勢を打ち出している。

## 目的
アラカン軍の目的は以下である:
1. ラカイン州に住む多民族の住民の自決権を獲得する。
2. 民族アイデンティティと文化遺産を保護する。
3. 民族的尊厳と利益を促進する。